# Kampioenenjaar
Kampioenenjaar is een zesdelige sportdocumentaire over het kampioenenjaar van de Belgische voetbalclub KRC Genk in het seizoen 2010/11 en heeft een speciale focus op Kevin De Bruyne en Thibaut Courtois. De documentaire werd uitgezonden van 14 oktober tot 18 november 2022.

## Inhoud
Kampioenenjaar gaat over het seizoen 2010/11 waarin KRC Genk Belgisch landskampioen werd. De focus van de documentaire is de groei en samenhang van de spelers en coach doorheen het hele seizoen. Er wordt ook aandacht besteed aan de opkomst van twee Belgische talenten toen 19 en 18 jaar oud: Kevin De Bruyne en Thibaut Courtois. Naast het sportieve draait er ook veel rondom de groep van spelers die gevolgd wordt doorheen het verhaal. In de eerste aflevering gaat het over de keuze van de doelman nadat László Köteles niet speelgerechtigd was in 2009/10. De keuze viel op Thibaut Courtois voor Koen Casteels, Courtois behield ook de eerste keus een seizoen later in 2010/11 voor Köteles. In de tweede aflevering gaat het over de spitsen Marvin Ogunjimi en Jelle Vossen en de Rode Duivels. In de derde aflevering gaat het over de weg van Kevin De Bruyne naar en bij Genk. In de vierde aflevering gaat het over de comeback van Anthony Vanden Borre die zijn debuut maakte bij Genk. In de vijfde aflevering gaat het over coach Frank Vercauteren en zijn verleden bij Anderlecht. In de zesde aflevering staan de play-offs en uiteindelijk de landstitel centraal.
Komen aan het woord: Kevin De Bruyne, Thibaut Courtois, Frank Vercauteren, Anthony Vanden Borre, Marvin Ogunjimi, Jelle Vossen, Steven Defour, Georges Leekens, Roberto Martinez, Toby Alderweireld, László Köteles, David Hubert, Thomas Buffel, Pierre Denier, Christian Benteke, Peter Vandenbempt, Yannick Carrasco, Ariël Jacobs, Olivier Deschacht en Jelle Van Damme.

## Afleveringen
| Afl. | Titel                 | Uitzending       |
| ---- | --------------------- | ---------------- |
| 1.   | Keeperskwestie        | 14 oktober 2022  |
| 2.   | Duivels duo           | 21 oktober 2022  |
| 3.   | Onwrikbaar            | 28 oktober 2022  |
| 4.   | De verloren zoon      | 4 november 2022  |
| 5.   | De prins van het park | 11 november 2022 |
| 6.   | Nu of nooit           | 18 november 2022 |